# Рогозен (острів)
Острів Рогозен (болг. остров Рогозен, трансліт. ostrov Rogozen, IPA: [ˈƆstrof ˈrɔɡozɛn]) - помітний острів біля північно-західного узбережжя острова Роберт, Південні Шетландські острови, розташований 920 м (1 010 ярд) на північ-північний від острова Корнуолл, 470 м (510 ярд) на південь-південний захід від острова Хейвуд і 1,74 км (1,08 миля) північний захід від острова Светулка в групі Оногор. 760 м (830 ярд) за довжиною у напрямку схід-захід та 260 м (280 ярд) у ширину. Площа 16 гектарів (40 акрів).
Болгарське раннє картографування у 2009 році.
Названий на честь поселення Рогозен на північному заході Болгарії у зв’язку з розкішним фракійським скарбом.

## Дивитися також
- Composite Antarctic Gazetteer
- List of Antarctic islands south of 60° S
- SCAR
- Territorial claims in Antarctica

## Зовнішні посилання
- Острів Рогозен. Супутникове зображення Copernix

Ця статя містить інформацію з Антарктичної комісії з географічних назв Болгарії, яка використовується з дозволу.

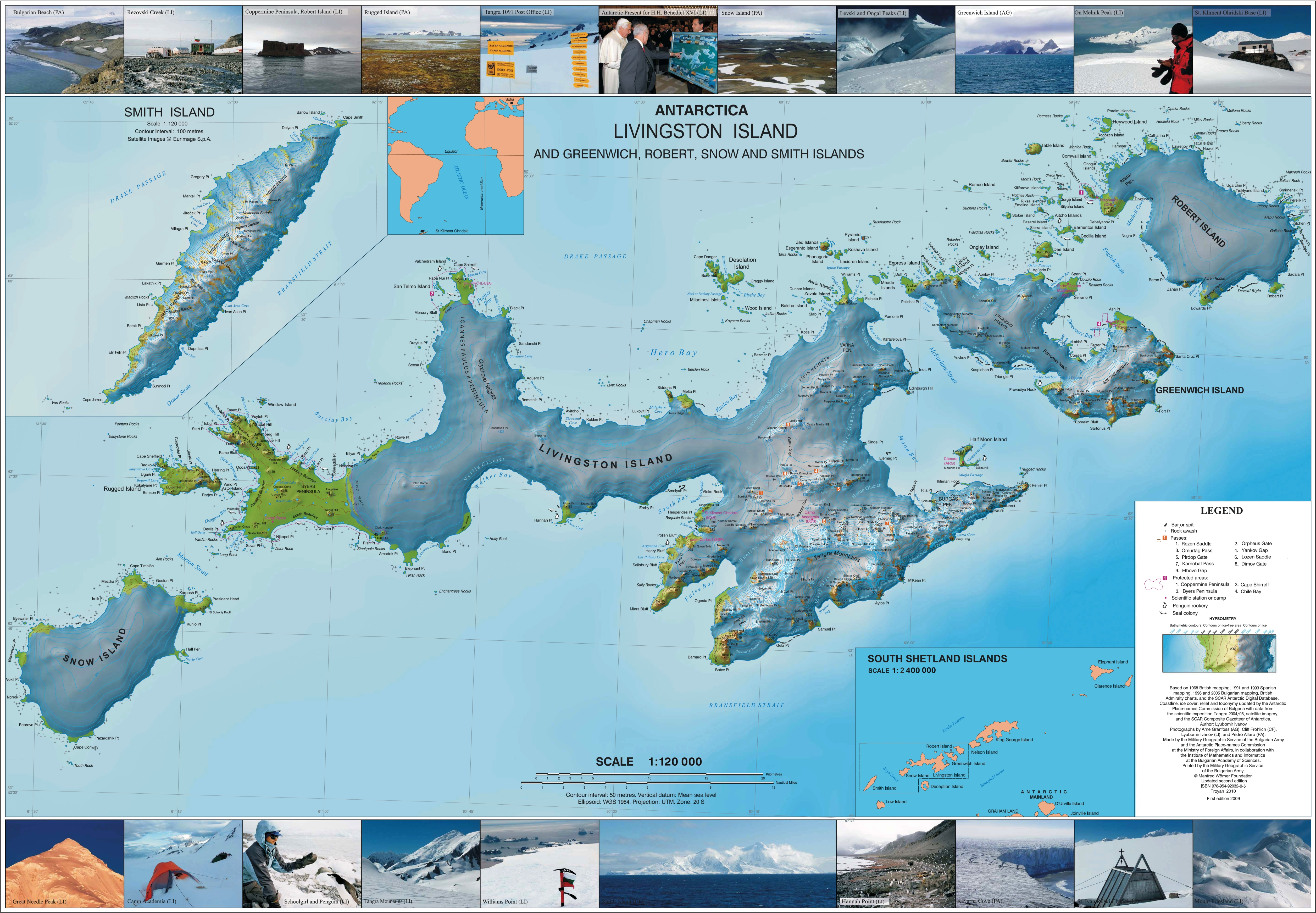
Топографічна карта островів Лівінгстон, Гринвіч, Роберт, Сноу та Сміт.